# Bertolonia foveolata
Bertolonia foveolata é uma espécie de planta do gênero Bertolonia e da família Melastomataceae.

## Taxonomia
A espécie foi descrita em 1956 por Alexander Curt Brade.

## Forma de vida
É uma espécie terrícola e herbácea.

## Descrição
Ervas de 15-50 centímetros de altura, terrícolas, epífitas ou hemiepífitas; indumento do caule, folhas, inflorescências e face abaxial das brácteas e bractéolas glanduloso-pontuado e viloso, e também no hipanto e cálice glanduloso-pontuado e setuloso no ápice.
Ela tem folhas opostas, buladas na face adaxial, foveoladas na face abaxial; lâmina membranácea, elíptica, às vezes ovada, base cordada ou cordado-lobada, ápice agudo ou obtuso, às vezes arredondada, margem serrada, ciliolada; 3-5 nervuras acródromas basais; domácias em tufos de pêlos presentes ou não na face abaxial. Inflorescências em tirsoides de  cimeiras escorpioides ou de dicásios ou de tríades de cimeiras escorpioides.
Ela tem flores com hipanto tubuloso; cálice membranáceo, lacínias unilobadas, estreito-ovadas ou oblongas, ápice atenuado-acuminado, margem inteira, face abaxial também esparsamente pilosa na costela; pétalas planas, subpatentes, elípticas ou obovadas, base curtamente unguiculada, ápice agudo, margem inteira, papilosas, glabras; estames subiguais em tamanho, exsertos, filetes papilosos no ápice, anteras oblongas a oblongo-subuladas, retas ou curvas, tecas onduladas, conectivo prolongado, apêndice agudo; ovário 3-locular, glabro, estilete glabroPossui cápsulas com eixos placentários esparso-fimbriados; sementes rostradas.
| Caule               | Caule                           |
| ------------------- | ------------------------------- |
| aéreo               | ereto                           |
| indumento           | denso/glanduloso/viloso         |
| Folha               |                                 |
| filotaxia           | oposta                          |
| lâmina face adaxial | bulada                          |
| indumento           | esparso/glanduloso/viloso       |
| base                | cordada/cordado lobada          |
| margem              | serreada/ciliada                |
| nervação            | basal                           |
| Inflorescência      |                                 |
| ramo                | escorpioide/dicásio/tríade      |
| tipo                | tirsóide de cimeira escorpioide |
| Flor                |                                 |
| hipanto             | tubuloso/glanduloso/setuloso    |
| cálice              | membranáceo                     |
| sépala              | unilobado/setulosa/inteira      |
| pétala              | patente/branca                  |
| ovário              | trilocular                      |
| estilete            | glabro                          |
| Fruto               |                                 |
| placenta            | fimbriada                       |
| tipo                | obtriquetra                     |
| Semente             |                                 |
| rostro              | presente                        |

## Conservação
A espécie faz parte da Lista Vermelha das espécies ameaçadas do estado do Espírito Santo, no sudeste do Brasil. A lista foi publicada em 13 de junho de 2005 por intermédio do decreto estadual nº 1.499-R.

## Distribuição
A espécie é encontrada no estado brasileiro de Espírito Santo.
Em termos ecológicos, é encontrada no domínio fitogeográfico de Mata Atlântica, em regiões com vegetação de floresta ombrófila pluvial.